# Le Don Juan des bas-fonds
Pour les articles homonymes, voir Don Juan (homonymie) et Nel blu dipinto di blu.
Pour plus de détails, voir Fiche technique et Distribution.
Le Don Juan des bas-fonds (Nel blu dipinto di blu) est un musicarello italien de Piero Tellini sorti en 1959. 
Le film s'inspire dans son titre de la chanson du même nom avec laquelle Domenico Modugno a remporté le festival de Sanremo en 1958, plus connue sous le nom de Volare.

## Synopsis
Turi, un jeune vagabond sicilien qui arrondit ses fins de mois en faisant des petits boulots et en chantant dans les tavernes, vit dans un quartier populaire de Rome, où il jouit de nombreuses amitiés et de la sympathie d'Assuntina, une belle et énergique roturière. Une nuit, Turi fait le guet pour des malfrats qui tentent de cambrioler une bijouterie.
Le vol échoue grâce à l'arrivée d'un gardien de nuit, mais Turi est accusé de complicité. Pour se défendre et justifier sa présence, il prétend être amoureux d'une serveuse qui habite à proximité. Interrogée, la jeune fille confirme qu'elle est sa fiancée : cela le libère des soupçons de la police, mais lui cause des ennuis d'un autre ordre, à la fois parce que, dans sa naïveté, la serveuse a pris au sérieux les déclarations de Turi et parce qu'elle suscite la jalousie d'Assuntina.
Pour se sortir de la situation délicate, Turi est contraint de se fiancer officiellement avec la serveuse, mais entre-temps, une troisième femme est entrée dans sa vie. Il s'agit de la fille d'un riche industriel sicilien. La jeune fille, assoiffée de nouvelles sensations, s'est sentie attirée par Turi qui n'a pas pu résister à sa séduction.

## Fiche technique
- Titre français : Le Don Juan des bas-fonds[1]
- Titre italien : Nel blu dipinto di blu[2]
- Réalisation : Piero Tellini
- Scénario : Ettore Scola, Piero Tellini, Cesare Zavattini
- Photographie : Gianni Di Venanzo
- Montage : Gisa Radicchi Levi
- Musique : Mario Nascimbene
- Maquillage : Giuliano Papi
- Production : Dino De Laurentiis, Isidoro Broggi, Renato Libassi
- Sociétés de production : Dino De Laurentiis Cinematografica, Cine Produzione Astoria
- Pays de production :  Italie
- Langue originale : italien
- Format : Noir et blanc - Son mono - 35 mm
- Durée : 103 minutes
- Genre : Musicarello
- Dates de sortie : 
  - Italie : 1959 (visé délivré le 7 mars 1959[2])
  - France : 18 décembre 1960[1]

## Distribution
- Domenico Modugno : Turi La Rosa
- Giovanna Ralli : Assuntina
- Vittorio De Sica : Spartaco
- Ida Galli (sous le nom d'« Arianna ») : Donata
- Gino Buzzanca : l'industriel sicilien
- Elisabetta Velinska : la fille de l'industriel
- Riccardo Garrone : Tre Stecche
- Carlo Taranto : Remo
- Franco Migliacci : Peppe
- Loris Bazzocchi (Antonio Bazzocchi) : Carlino
- José Jaspe : Maréchal
- Juan Calvo : Sire Ettore
- Roberto Paris : Horace, l'enfant
- Antonio Riquelme : le veilleur de nuit
- Elvira Tonelli : Sœur Teresa
- Giulio Calì : l'avocat, appelé Juge
- Alberto De Amicis : Beauté
- Gianni Meccia : le brigadier des carabiniers